# Torrella
Torrella – gmina w Hiszpanii, w prowincji Walencja, we wspólnocie autonomicznej Walencja, o powierzchni 1,14 km². W 2011 roku liczyła 158 mieszkańców.